# Macmillan Company
Macmillan Company fue la filial en Estados Unidos de la editorial británica Macmillan Publishers. Fue constituida en 1869 por George P. Brett, el hijo de George Edward Brett, que había sido enviado desde Escocia por los dueños y fundadores de la casa matriz, también escoceses, para abrir una oficina en Nueva York en 1869. En 1890, su hijo, George Platt Brett (1859-1936) fue nombrado presidente de la compañía y lo guio a la independencia en 1896. Sin embargo, la firma británica mantuvo estrechos vínculos y un fuerte interés financiero en la compañía. Tras pasar por varias grupos editoriales como Simon & Schuster y Pearson, en 2001 fue adquirido por la alemana Grupo Editorial Holtzbrinck. Una de las editoriales más grandes de los Estados Unidos.
Como agente de Macmillan & Co., Ltd., Cambridge University Press y varias otras editoriales británicas, Macmillan se convirtió en "el coloso de las publicaciones estadounidenses". The Macmillan Company atrajo a los principales autores estadounidenses y publicó una amplia variedad de ficción, no ficción, libros de texto, obras de referencia y libros para niños.
Autores estadounidenses publicados por la editorial incluyeron Jack London, Edgar Lee Masters, Vachel Lindsay y Margaret Mitchell (Gone with the Wind, 1936).
George Platt Brett, Jr., quien fue nombrado presidente de Macmillan en 1931, organizó la publicación de Gone With the Wind de Margaret Mitchell, que se convirtió en un éxito de ventas para la firma. Macmillan Company se fusionó con Crowell - Collier Publishing Company en 1960 como una filial y en 1973 el nombre se cambió a Macmillan Publishing Company.